# Шрамко (хутор)
Шрамко — хутор в Матвеево-Курганском районе Ростовской области.
Входит в состав Екатериновского сельского поселения.

## География
Хутор находится у государственной границы с Украиной.

## Население
| 2010 |
| ---- |
| 27   |

## Улицы
На хуторе имеется одна улица: Пограничная.